# Castanheira (Guarda)
Castanheira é uma povoação portuguesa sede da Freguesia de Castanheira do Município da Guarda, freguesia com 24,64 km² de área e 298 habitantes (censo de 2021), tendo, por isso, uma densidade populacional de 12,1 hab./km².

## História
Pertenceu ao extinto concelho de Jarmelo até 31 de Dezembro de 1853 e a partir daí passou para o concelho (atual município) da Guarda.

## Demografia
A população registada nos censos foi:
| Distribuição da População por Grupos Etários | Distribuição da População por Grupos Etários | Distribuição da População por Grupos Etários | Distribuição da População por Grupos Etários | Distribuição da População por Grupos Etários |
| -------------------------------------------- | -------------------------------------------- | -------------------------------------------- | -------------------------------------------- | -------------------------------------------- |
| Ano                                          | 0-14 Anos                                    | 15-24 Anos                                   | 25-64 Anos                                   | > 65 Anos                                    |
| 2001                                         | 42                                           | 33                                           | 175                                          | 175                                          |
| 2011                                         | 24                                           | 29                                           | 145                                          | 147                                          |
| 2021                                         | 18                                           | 20                                           | 122                                          | 138                                          |

## Património
- Igreja Matriz de Castanheira
- Capela do Senhor dos Passos
- Capela de São Martinho
- Capela da Senhora da Luz

## Localização
Situa-se na zona do sudeste do Município da Guarda, fazendo fronteira com as localidades de Gagos, Pousada e Rochoso, bem como com outros municípios, nomeadamente com Pínzio (Município de Pinhel), Parada (Município de Sabugal), e Cabreira no Município de Almeida).
Esta aldeia rústica e agreste dista a 20 km da sede do Município e está localizada no vale da Ribeira das Cabras. Possui além da sede 2 outras aldeias, nomeadamente Porto Mourisco e Rabaça. Em média, estas distam a 2,5 km da sede de freguesia, não são servidas por transportes públicos e na construção das habitações predomina o granito.
É servida por uma rede viária intra e inter-freguesia, que também faz a ligação com a sede de concelho.

## Festividades
- Festa da Páscoa
- Festa do Corpo de Deus
- Festa em Honra da Padroeira Nossa Senhora da Conceição - último fim de semana de Julho
- Festa do Natal 24/25 Dezembro

## Associações
- Associação Cultural e Desportiva da Castanheira
- Associação de Caça e Pesca da Castanheira
- Associação da Juventude Activa da Castanheira (www.ajac.com.pt) "Fanfarra Sacabuxa"
- Associação Paroquial de Nossa Senhora da Conceição